# Народен артист на Русия
Народен артист на Русия (на руски: Народный артист Российской Федерации) Висше почетното звание на Руската федерация, се присъжда за изключителни постижения в областта на театъра, музиката, цирк, водевил и киното. Включено в държавната премия система на Руската федерация.
Заглавието на „Народен Изпълнител на Русия“ е присвоено от руски художници, хореографи, диригенти, драматурзи, композитори, режисьори, хормайстори, музикални артисти, за да се създаде държавно представяне на музика, циркови и концертни програми, театрални и филмови роли и изпълняват тях, които са направили изключителен принос в развитието и съхраняването на националното художествената култура, формирането на по-младото поколение художници и получи обществено признание и професионална общност.